# 南緯80度線
南緯80度線（なんい80どせん）は、 地球の赤道面より南に地理緯度にして80度の角度を成す緯線である。この緯線は南極大陸及びその棚氷を通過する。この緯度の下では、10月17日頃から2月25日頃までの約4か月間は白夜になり、4月19日頃から8月26日頃までの約4か月間は極夜になる。

## 通過する地域一覧
| 国土・領土・領海         | 備考                                                         |
| ------------------------ | ------------------------------------------------------------ |
| 東南極                   | アメリー棚氷・ウィルクスランド・ヴィクトリアランドの南を通過 |
| ロス棚氷                 | ロス島の南を通過                                             |
| 西南極                   | マリーバードランド                                           |
| フィルヒナー・ロンネ棚氷 | バークナー島                                                 |